# Woodwardia radicans
Espèce
Woodwardia radicans est une grande fougère tropicale aimant les lieux humides, elle a la capacité de former des bulbilles en touchant le sol qui repartiront, formant de nouveaux individus. Les sores allongés sont également caractéristiques.